# Archiv Moravské galerie v Brně
Archiv Moravské galerie v Brně je jeden ze 33 specializovaných archivů v České republice. Byl založen k 1. lednu 1998, akreditace pro výkon působnosti specializovaného archivu byla Moravské galerii v Brně udělena na základě zákona č. 499/2004 Sb. o archivnictví a spisové službě a o změně některých zákonů Ministerstvem vnitra ČR ke dni 11. prosince 2006.
V archivu je soustřeďována dokumentace k uměleckým dílům uloženým v minulosti a současnosti ve sbírkách Moravské galerie, související korespondence, fotografie, restaurátorské deníky, výroční zprávy, plakáty výstav, pamětní knihy výstav a další.